# Isothecium myosuroides
Isothecium myosuroides là một loài Rêu trong họ Brachytheciaceae. Loài này được Brid. mô tả khoa học đầu tiên năm 1827.

## Hình ảnh

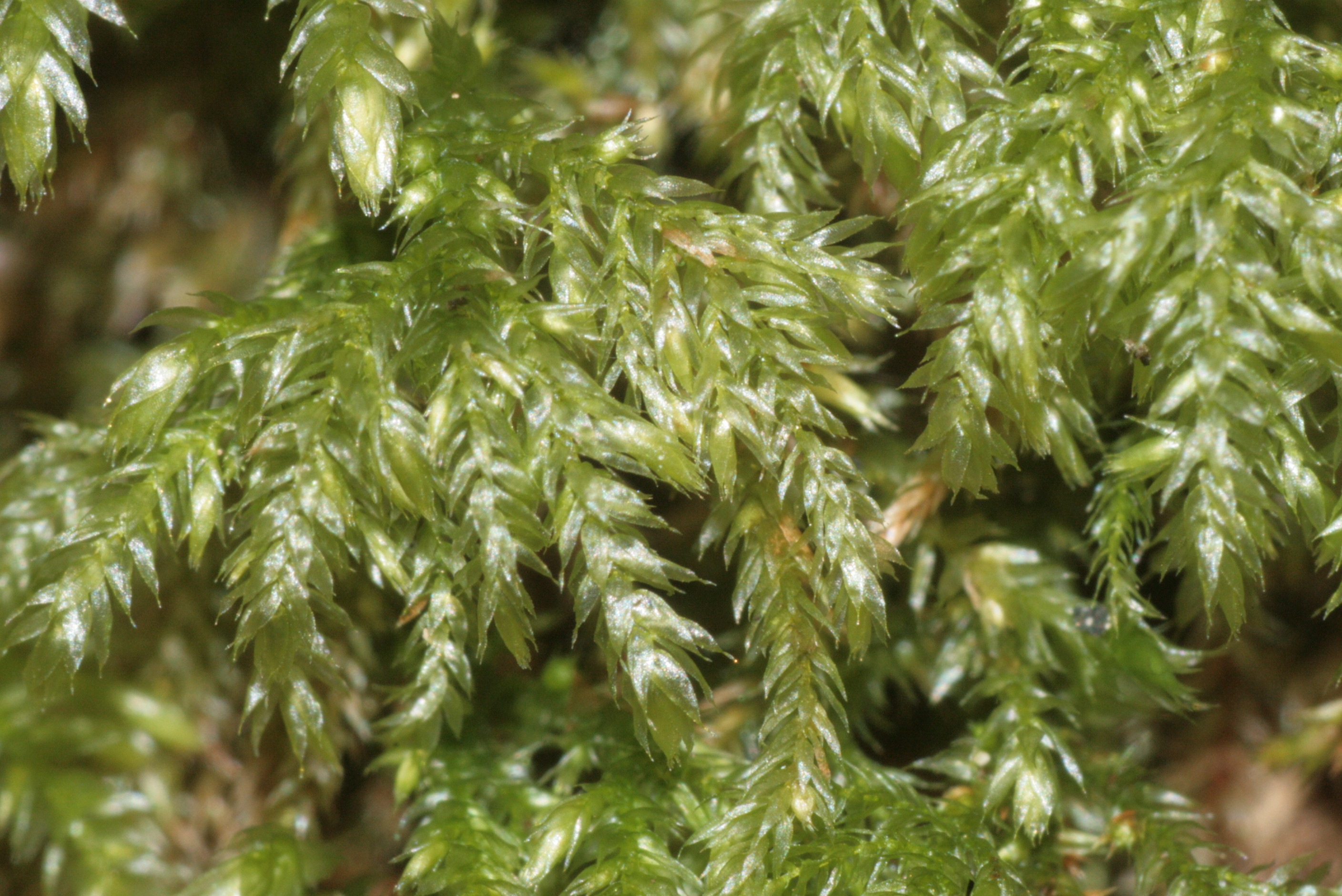
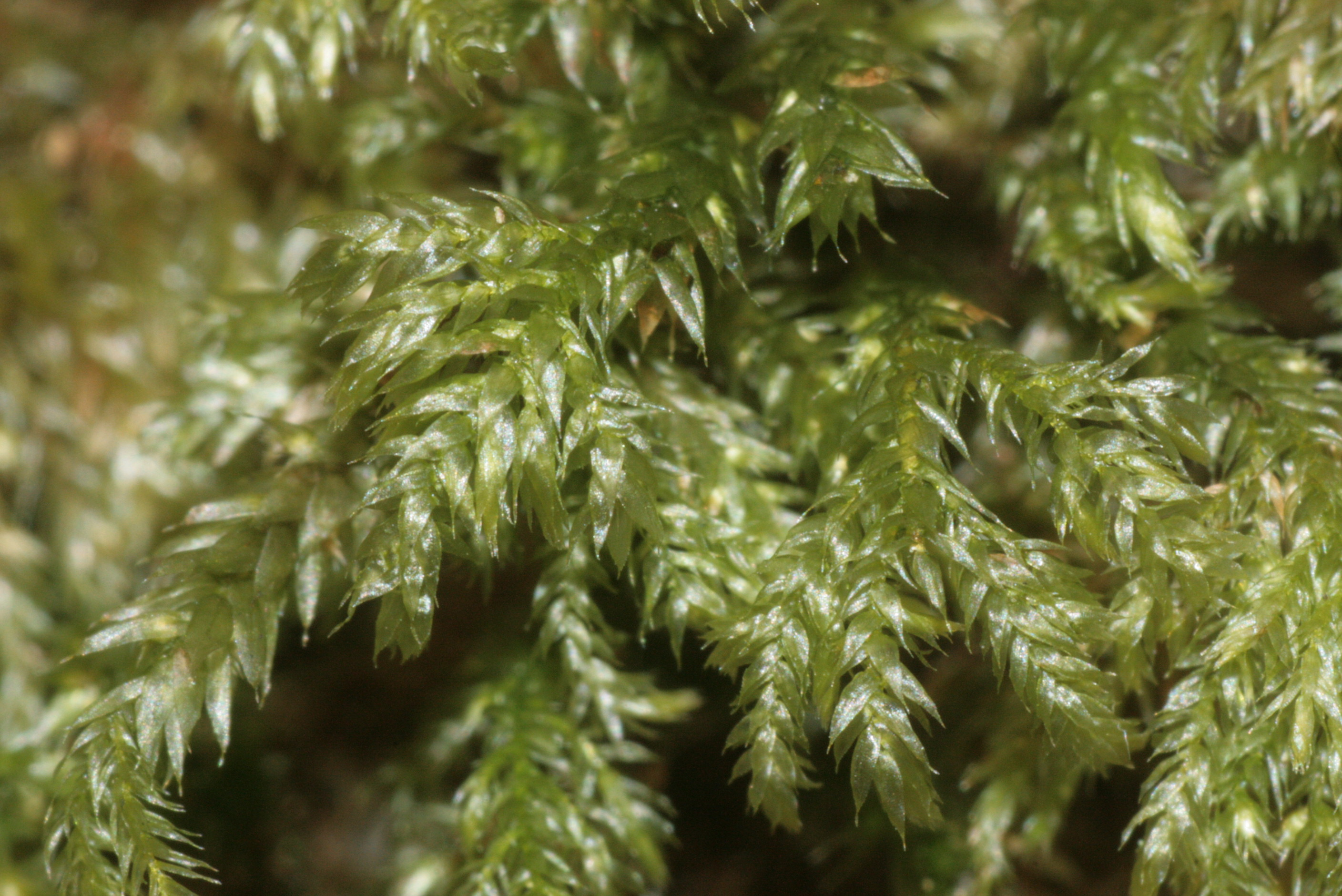
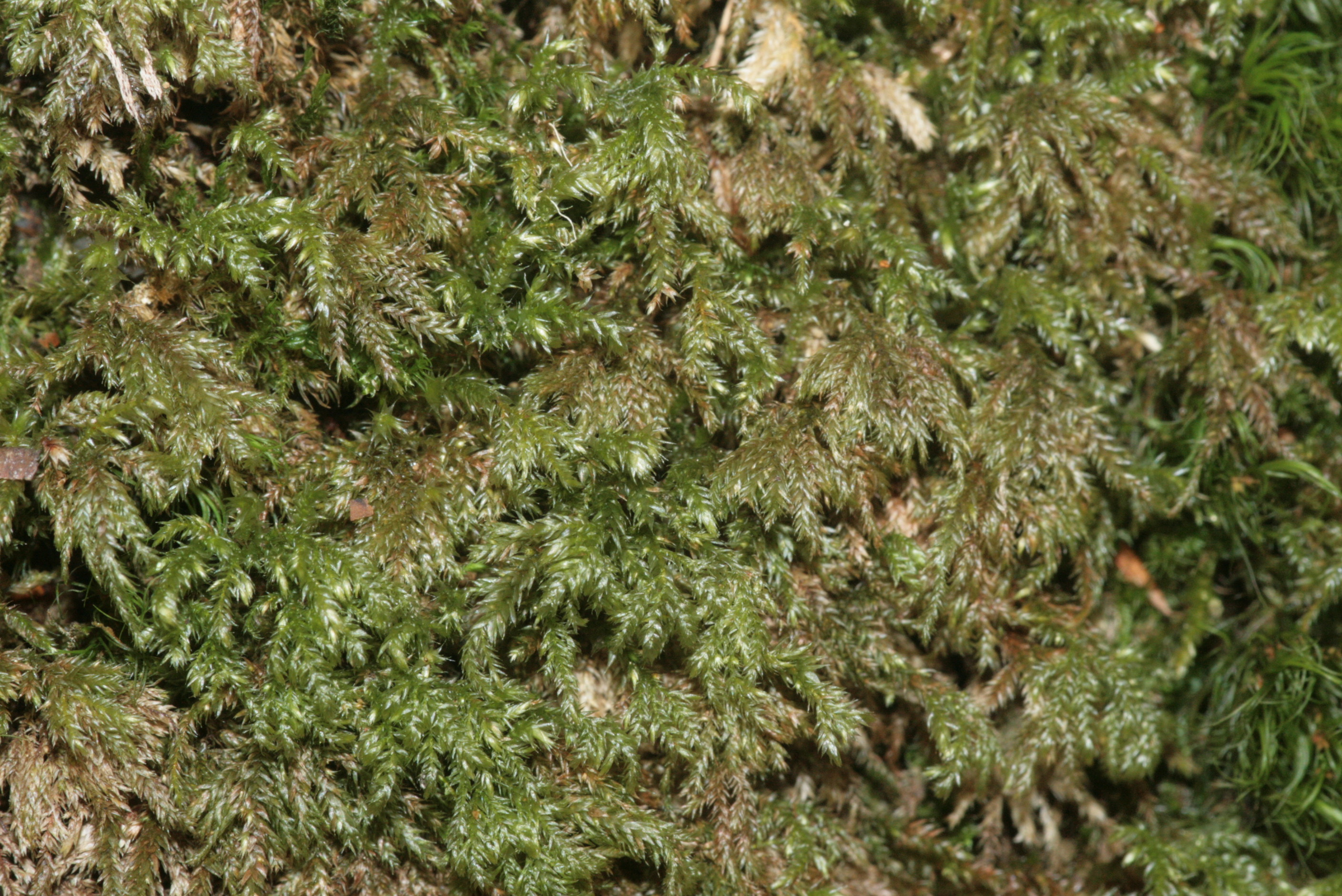
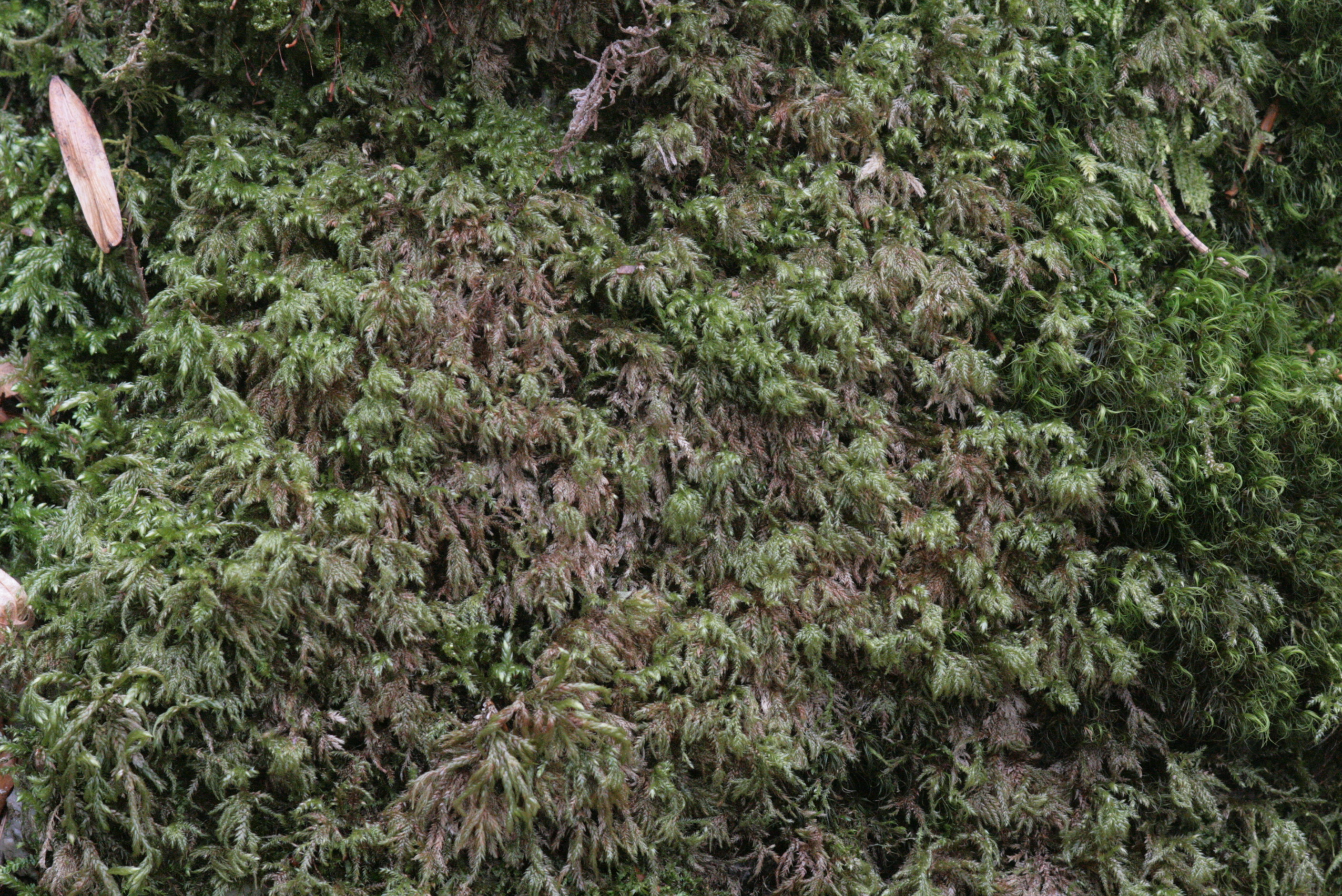